# Pepe Antonio
José Antonio Gómez Bullones (La Habana, Cuba, 1692-1762), más conocido como Pepe Antonio fue un político criollo cubano que gobernó como alcalde mayor de la villa de Guanabacoa (conocida en la actualidad como «la villa de Pepe Antonio») en el municipio de La Habana, capital de Cuba. Participó en la defensa contra el ejército inglés en la Toma de La Habana (1762), en el contexto de la Guerra de los Siete Años, y se lo reconoce como héroe popular cubano, a pesar de que se conoce muy poco de su vida personal. En algunas fuentes se le cita como José Antonio Gómez de Bullones y en otras como José Antonio Gómez y Pérez Bullones, sin embargo la tradición lo reconoce como Pepe Antonio.

## Biografía
Se sabe poco de la vida de Pepe Antonio y muchos datos que se explican sobre él posiblemente sean leyenda, como su muerte. Nació el 10 de diciembre de 1707 (en algunas fuentes, 1704) en el seno de una familia criolla acomodada de Guanabacoa y devino el alcalde mayor desta villa entre 1748 y 1762, año en el que ocurrió la Toma por parte de los británicos. Pepe Antonio organizó una milicia diletante de criollos, mulatos y esclavos negros, todos armados con machetes y más armas blancas y poca experiencia bélica. A pesar de varias victorias parciales, finalmente los ingleses entraron victoriosos en La Habana el 14 de agosto, dos meses después del inicio de la Toma. 
Se cree que tres décadas antes a la invasión inglesa, Pepe Antonio fue designado por Güemes y Horcasitas como gobernador de Bahamas.
El motivo de su defunción no está claro. Según el mito, el malestar generalizado producido por la derrota se reflejó en la clase dirigente cubana que «traicionó y humilló» (en algunas fuentes, incluso «culpó») a Pepe Antonio y poco después fue depuesto de su cargo como alcalde. Pepe Antonio, triste y ofendido, se retiró a un poblado cercano llamado San Jerónimo de Peñalver y allí, el 26 de julio de 1762, murió «del disgusto» que le provocó la tragedia.

## En la cultura
- El Museo Histórico de Guanabacoa alberga entre su colección el machete original de Pepe Antonio, que usó para defender la ciudad durante la Toma.[1]
- La cantante cubana Celia Cruz y La Sonora Matancera le dedicaron la canción de guaguancó Pepe Antonio, un sencillo publicado en vinilo junto con No Sé Lo Que Le Pasa (cara B) en 1953.[6]